# Brunbandad kackerlacka
Brunbandad kackerlacka eller radiokackerlacka (Supella longipalpa), är en kackerlacksart som först beskrevs av Fabricius 1798. Det rikssvenska trivialnamnet är brunbandad kackerlacka; på finlandssvenska kallas den radiokackerlacka. Brunbandad kackerlacka ingår i släktet Supella, och familjen småkackerlackor. Inga underarter finns listade.

## Beskrivning
Färgen varierar från ljust varmgul till glänsande mörkbrun, med gula tvärband över vingbaserna och bakkroppen. Honorna har kortare vingar än hanarna. Kroppslängden varierar mellan 13 och 16 mm.

## Utbredning
Den brunbandade kackerlackan har sitt ursprung i tropiska Afrika och spred sig först till Västindien genom slavtransporter. Till Europa kom arten i början av 1900-talet och den finns nu i många länder runt om i världen. Den är bofast och reproducerande i Sverige, och Artdatabanken betecknar den som "passivt inkommen sedan 1800". Den förekommer även i Finland, där den betraktas som väletablerad och är klassificerad som en "invasiv art".

## Ekologi
Den förekommer i hem och kontorsfastigheter med centralvärme och man hittar den inte sällan i tv-apparater; därav dess smeknamn tv-kackerlacka. Se även dess finlandssvenska trivialnamn "radiokackerlacka" ovan. Inomhus lever den i mörka, torra utrymmen, och föredrar stärkelserik föda. Vattenbehovet är inte stort.